# Alive 1997
Alive 1997 es el primer álbum que reúne canciones en vivo del dúo francés de música electrónica Daft Punk. Fue lanzado el 1 de octubre de 2001 por Virgin Records. Este álbum contiene una remezcla de 45 minutos de canciones extraídas de una actuación en vivo en el Que Club de la ciudad inglesa de Birmingham. La actuación fue realizada el 8 de noviembre de 1997. El álbum fue bien recibido por los críticos y alcanzó el número 25 en la lista de álbumes franceses.

## Producción
El álbum fue lanzado inicialmente en Internet como parte del servicio de la página Daft Club. Las primeras copias del álbum de Daft Punk "Discovery" contenían una tarjeta que permitía el acceso a la página web "Daft Club", la cual contenía varias remezclas, entre ellas, esta grabación en vivo. El servicio de Daft Club terminó en 2003. El dúo consideró la actuación en el Que Club de Birmingham como uno de sus sets favoritos en vivo en el momento de su lanzamiento. 
Alive 1997 destaca por contener canciones mezcladas como "Daftendirekt", "Da Funk", "Rollin '& Scratchin'", "Revolution 909" y "Alive" de su álbum Homework. También es destacable la participación en vivo del remix de su primer éxito comercial "Da Funk" titulado "Ten minutes of Funk" producido por Armand Van Helden.  La actuación en vivo también contiene una pista musical que después se convertiría en "Short Circuit", canción presentada en el albúm Discovery, del año 2001. En el disco también se incluye una mezcla de muestra después de "Revolution 909" que influyó en el dúo de música Retro / Grade para recrear el segmento como su propia pista de música, titulada "Pulsar". Alive 1997 está compuesto por una canción continua de 45 minutos en CD. El CD y el LP incluían un conjunto de calcomanías de Daft Punk. El diseño para el álbum fue hecho por Åbäke, y la fotografía por Serge Paulet.

## Críticas
El disco Alive 1997 fue generalmente bien recibido en el momento de su publicación. John Bush, de Allmusic, notó "radicalmente diferentes" las versiones en vivo de las pistas de Daft Punk con las originales, y que este disco capturó con precisión la energía del espectáculo en el escenario. Fiona Reid de Hot Press sintió que la audiencia audible mejoró el registro, haciéndolo rememorar los efectos de sonido escuchados en el álbum Homework. Una crítica de NME denominó a Alive 1997 como "un producto ejecutado de manera impecable", expresando que se prefería a la "sofisticación elegante" de Discovery. Sputnikmusic también sintió que era superior al último álbum en vivo Alive 2007 del dúo, en particular, destacando el la actuación continua de 1997. La revista Q publicada mensualmente describió a Alive 1997 como "45 minutos de excitación electrónica sin aliento", mientas que la revista Uncut escribió que "tiene la crudeza aguda que captura vívidamente una noche de gimnasia manchada de sudor"